# Raudøya
Raudøya est une île norvégienne du comté de Hordaland appartenant administrativement à Os.

## Description
Rocheuse et couverte d'arbres, à fleur d'eau, elle s'étend sur environ 142 m de longueur pour une largeur approximative de 123 m.